# Breda TP 32
Le Breda TP 32 est un tracteur d'artillerie, en version 4x4, fabriqué par le constructeur italien Soc. Italiana E. Breda per Costruzioni Meccaniche SpA, entre les années 1927 et 1934. 

## Histoire
L'histoire des tracteurs d'artillerie lourds italiens destinés à l'artillerie divisionnaire commence en 1912 avec le développement du modèle Fiat 20, baptisé le géant. Les modèles Pavesi 35 PS (présenté en 1920 par la société Pavesi Tolotti) et Pavesi P4/100, (fabriqué par Fiat - S.P.A. à partir de 1923) lui succéderont.
En juillet 1927, une publication à diffusion restreinte révélait que la société Ernesto Breda de Milan avait construit un camion à quatre roues motrices et suspensions indépendantes. Il fut présenté à la commission de matériel militaire pour le soumettre à des essais comparatifs avec les modèles en service : les Fiat 20B et Pavesi 26.
En 1929, la commission prend en compte un véhicule semblable mais avec un empattement réduit, appelé « tracteur Breda à 4 roues motrices ». Les essais comparatifs menés au cours du premier semestre 1930 ont montré la supériorité du nouveau modèle Breda face à ses concurrents datant de dix ans. Il s'ensuivit une première commande à Breda d'un modèle modifié pour pratiquer un essai auprès des régiments d'artillerie lourde.
La livraison des châssis Breda débute en 1931, tandis que la réalisation de la carrosserie est confiée à l'ARET - Arsenale Regio Esercito Torino. La dénomination du véhicule est modifiée en « Trattrice Breda a 4 RM ». Au début de 1932, le tracteur reçoit son homologation et sa dénomination définitive devient « Trattrice Pesante 32 » Breda TP 32. Dans le même temps, deux exemplaires sont soumis à des essais intensifs en vue de l'adoption du véhicule et de la définition du nombre d'exemplaires à commander.
La distribution du Breda TP 32 commença au début de l'année 1933 auprès des régiments d'artillerie lourde, et s'acheva en 1934.

## Technique
Le tracteur Breda TP 32 était propulsé par un moteur essence Fiat-SPA à quatre cylindres en ligne et soupapes latérales. Son faible régime lui assurait un couple conséquent à toutes les vitesses. L'embrayage multi-disque à sec attaquait une boîte de vitesses à cinq rapports plus marche arrière. L'arbre de transmission transversal comptait trois groupes différentiels, le premier recevant le mouvement de la boîte et les deux autres le transmettant aux quatre roues motrices.
Les roues avant étaient directrices et bénéficiaient de suspensions indépendantes avec ressort à lames transversal renversé. La suspension arrière était assurée par des ressorts à lames semi-elliptiques longitudinales. Cette suspension sur trois points permettait au tracteur de s'adapter parfaitement aux accidents du terrain, même les plus importants. Les roues à jante en acier moulé montaient un bandage semi-pneumatique de 980x205 qui pouvait recevoir des organes d'adhérence en acier. Sur le pont arrière, les roues étaient jumelées.
Le châssis était composé d'une coque en acier moulé en trois parties qui lui assurait une rigidité très importante. La partie avant supportait le moteur, la section centrale le réducteur et les différentiels, tandis que la tranche arrière recevait la boîte et le treuil d'une capacité de 7,5 tonnes sur lequel s'enroulait un câble d'acier de 50 m de longueur.
La carrosserie entièrement métallique était renforcée par des nervures au niveau de la cabine, surmontée d'un coffre de toit. Le caisson en acier embouti mesurait 2,5 m de long sur 1,88 m de large et 0,7 m de haut. Seule la ridelle arrière à deux battants pouvait être ouverte.
En 1934, une version dépanneuse baptisée Girafe dotée d'une grue fut développée. En position de marche, les deux bras de la grue étaient stockés sur les flancs du caisson. Ce modèle fut utilisé pour la première fois lors de la guerre civile espagnole puis en Éthiopie lors de la Seconde guerre italo-éthiopienne. Un exemplaire fut envoyé en Afrique Orientale en 1938 dans le but de développer une version coloniale. Le véhicule eut l'occasion de s'y distinguer durant la saison des pluies.

## Le Breda TP 32 sur les fronts
Le premier déploiement opérationnel du Breda 32 intervint lors de la guerre civile espagnole, lorsque 20 exemplaires furent envoyés dans la péninsule Ibérique pour tracter l'artillerie lourde des bataillons italiens.
Lors de la Seconde Guerre mondiale, les Breda TP 32 furent utilisés par les régiments d'artillerie d'armée pour tracter les canons de 149/35 et 149/40, les obusiers de 149/13, 210/22 et 305/17 ainsi que les mortiers de 260/9. La dotation théorique d'une batterie de 149/40 était de neuf tracteurs Breda TP 32, soit deux par pièce plus un de réserve. Au 30 avril 1943, le Regio Esercito comptait encore 1.372 tracteurs Breda en service, toutes versions confondues (mod.32, 33, 40 et 41), dont 8 en version dépanneuse.
Le Breda TP 32 fut également utilisé par l'armée hongroise, notamment pour tracter les obusiers de 210/22 Ansaldo conçus et fabriqués en Italie.
Après la guerre, l'armée italienne maintint en service les Breda TP 32 jusqu'au début des années 1950, avant de céder la quasi-totalité aux Chemins de fer italiens - F.S. pour ne conserver que ceux dédiés au halage des wagons de l'armée.

## Fin d'une longue carrière dans les chemins de fer
Dès 1934, les FF.SS utilisèrent des Breda TP 32 pour le halage des wagons ferroviaires de marchandises sur route. Ce système permettait d'assurer l'acheminement ou l'enlèvement de marchandises à n'importe quelle adresse depuis la voie ferrée la plus proche.
Pour adapter le Breda TP 32 à cette nouvelle utilisation, les ateliers des FF.SS installèrent un système de freinage à air comprimé. Peu avant la Seconde Guerre mondiale, les FF.SS comptaient 67 tracteurs Breda TP 32 en service. En 1945, il ne restait plus que 29 exemplaires en état de marche qui furent largement employés pour participer à la reconstruction du pays, mais aussi pour dégager les wagons et locomotives couchés le long des voies. Pour mener à bien ces tâches, les FF.SS remirent en état un maximum de tracteurs et en achetèrent de nouveaux. Ces derniers furent largement modifiés avec le remplacement du moteur d'origine par un moteur Lancia type 102, la suppression du coffre de toit sur la cabine et de la bâche, la modification du caisson et le déplacement des phares sur les flancs du radiateur. Certains reçurent un pare-chocs et de nouvelles roues montant des pneus Pirelli type Artiglio.
Le dernier Breda TP 32 resta en service auprès des FF.SS jusque dans les années 1980.

## Versions dérivées du Breda TP 32
- Breda TP 32 Girafa : version dépanneuse avec grue,
- Breda TP 33 : version avec empattement augmenté passant de 2,65 à 3,82 mètres,
- Breda TP 32 Coloniale : version avec moteur diesel destiné au désert des colonies italiennes en Afrique.

## Utilisateurs
- Italie, Armée Royale italienne,
- Allemagne nazie, quelques exemplaires "récupérés" par la Wehrmacht après la capitulation italienne,
- Bulgarie,
- Hongrie, largement utilisé par l'Armée territoriale royale hongroise pour tracter les obusiers Ansaldo 210/22 Mod. 1935.